# ریو پرتو دا اوا
ریو پرتو دا اوا یک شهرداری است که در ایالت آمازوناس (برزیل)، برزیل در شرق مانائوس واقع شده است.

تاریخ ریو پرتو دا اوا به شدت به شهرستان مانائوس مرتبط است.